# 佐賀潜
佐賀 潜（さが せん、1909年〈明治42年〉3月21日 - 1970年〈昭和45年〉8月31日）は日本の小説家、推理作家、検察官、弁護士。本名は松下幸徳。

## 来歴・人物
東京生まれ。筆名の由来は、父親を含め先祖代々佐賀鍋島藩の出身であることと、「探せん」の意味を懸けたもの。
中央大学法学部在学中、司法試験に合格。大学を卒業し司法修習を終え、各地の地方検察庁(当時は地方裁判所検事局）で検事を務める（1946年11月までの約10年間）。なお、著書である『刑法入門』の中で、検事時代の1944年に長崎刑務所浦上支所で死刑が執行された際に、担当でもないのに興味本位で立ち会った体験を明かしている。
その後は弁護士事務所を開業。日本推理作家協会の顧問弁護士となる。
保全経済会事件では伊藤斗福の弁護を担当。また、横井英樹による東洋精糖株買い占めに際しては、東洋精糖の顧問弁護士として、保全経済会事件で知り合った児玉誉士夫に会社防衛を依頼している。
作家の小山いと子は、娘の勤め先で弁護士をしていた佐賀のことを聞いて興味を抱き、佐賀に直接取材したのち、小説「執行猶予」を発表した。人から話を聞くだけで小説が書けるなら自分も出来ないかと考えた佐賀は、法律に題材をとった小説を自身でも書き始めた。1959年に短編を集めた『ある殺意』を、小山の推薦をうけて刊行し、さらに長編小説『第三の殺人』や『むらさきの女』を執筆。作家としての地歩を固める。
1962年、弁護士経験を生かして書いた推理サスペンス『華やかな死体』で第8回江戸川乱歩賞を戸川昌子とともに受賞。受賞後は弁護士を主人公とした推理小説等を発表し人気作家となる。とりわけ、光文社のカッパビジネスシリーズから刊行された法律入門書は大ヒットとなり、『民法入門』『刑法入門』『商法入門』『労働法入門』『道路交通法入門』等は1968年の全国書籍販売「年間ベストセラー」の上位を独占。翌1969年には『六法やぶれクン』としてテレビアニメ化されている。また『モーニングショー』（NETテレビ＝当時、現テレビ朝日）の小田久栄門プロデューサーから、番組のレギュラーコーナー「女の学校」の校長に起用された。佐賀は時々人を怒鳴ったりして結構怖がられていたが、そのくらいの気迫というかパワーがなければ、深刻な悩みや心身の病などを抱えた人を相手にしていくのはむずかしいだろうと思った。と小田は記している。 
三島由紀夫の『葉隠入門』（光文社 カッパブックス 1967年）には、佐賀関係者ということで表紙カバーに推薦の辞を寄せている。また多岐川恭、佐野洋、星新一、水上勉、結城昌治らが結成した推理作家（探偵作家）の親睦団体「他殺クラブ」では幹事をつとめ、大宅壮一が創設したノンフィクションクラブのメンバーだった。
1970年3月21日、胃癌のため死去。
慶大理工学部教授の松下温は、実子。漫画家、日曜大工研究家として知られ佐賀蒼の筆名で推理小説を書いていた松下紀久雄は、実弟。

## 著作

### 長編
- 『非情の顔』（浪速書房） 1960
- 『第三の殺人』（浪速書房） 1961
- 『むらさきの女』（雪華社） 1961
- 『華やかな死体』[8]（講談社） 1962、のち春陽文庫、講談社文庫
- 『黒の記憶』（講談社） 1963
- 『特捜圏外 埼玉鉄道事件』（光文社、カッパ・ノベルス） 1963
- 『701号法廷 太陽信用組合事件』（光文社、カッパ・ノベルス） 1963
- 『検事城戸明』（東都書房、Toto mystery） 1963
- 『銭の踊り』（桃源社、ポピュラー・ブックス） 1963
- 『赤い血黒い血 弁護士鳴海五郎物語』（アサヒ芸能出版、平和新書） 1964、のち春陽文庫
- 『法律事務所SAGA』（アサヒ芸能出版、平和新書） 1964
- 『白檀が匂った』（東潮新書） 1964
- 『恐喝（かつあげ）』（光文社、カッパ・ノベルス） 1964
- 『黒幕』（光文社、カッパ・ノベルス） 1965
- 『暗殺 明治の暗黒』（講談社） 1965
- 『略奪 明治の暗黒』（講談社） 1966
- 『脱税者』（光文社、カッパ・ノベルス） 1966
- 『会社喰い』（光文社、カッパ・ノベルス） 1966
- 『黒の初夜』（東京文芸社、Tokyo books） 1966
- 『黒の構図』（東京文芸社、Tokyo books） 1966、のち春陽文庫
- 『黒の勝敗』（東京文芸社、Tokyo books） 1966
- 『黒の追跡者』（東京文芸社、Tokyo books） 1966
- 『猫眼石』（東京文芸社、Tokyo books） 1966
- 『会社泥棒』（東京文芸社、Tokyo books） 1966
- 『赤い傷痕』（東京文芸社、Tokyo books） 1966
- 『謀略者』（東京文芸社、Tokyo books） 1966、のち春陽文庫
- 『掠奪者[9]』（東京文芸社、Tokyo books） 1966
- 『倒産会社』（東京文芸社、Tokyo books）  1967
- 『黒の捜査』（東京文芸社、Tokyo books）  1967、のち春陽文庫
- 『黒の疑惑』（東京文芸社、Tokyo books）  1967
- 『黒い悦楽』（東京文芸社、Tokyo books）  1967
- 『黒い会社』（東京文芸社、Tokyo books）  1967
- 『黒い爪痕』（徳間書店） 1967
- 『黒の社長室 特捜事件簿』（徳間書店） 1967
- 『小説 経団連』（徳間書店） 1967
- 『深夜の目撃』（日本文華社、文華新書） 1967
- 『総理大臣秘書』（読売新聞社） 1967
- 『札束の軌跡 黒の告発書』（双葉新書） 1967
- 『代議士逮捕』（光文社、カッパ・ノベルス） 1967
- 『弁護士槙弾正の告白』（文藝春秋、ポケット文春） 1967
- 『逃亡者』（東方社） 1968
- 『闇の極意』（新潮社） 1968
- 『女の法律』（東京文芸社、Tokyo books） 1968
- 『倒産心中』（浪速書房、Naniwa books） 1968
- 『幻の工場群』（光文社、カッパ・ブックス） 1968
- 『詐欺師』（東京文芸社、Tokyo books） 1968
- 『銭と女』（講談社） 1968
- 『抜け穴』（読売新聞社、新事件小説全集 第1） 1968
- 『乱花 藤原薬子の乱』（人物往来社） 1968
- 『女の罠』（東方社） 1968
- 『殺意の蔭に』（秋田書店、サンデー・ノベルス） 1969
- 『黒い策謀』（秋田書店、サンデーノベルス） 1969
- 『文明開化帳』（秋田書店） 1969
- 『影の棲息者』（光文社、カッパ・ノベルス） 1969
- 『地図にない沼』（光文社、カッパ・ノベルス） 1969
- 『夜を撃つ』（日本文華社、文華新書） 1969
- 『社長の椅子』（学習研究社） 1969
- 『完全犯罪入門』（文藝春秋、ポケット文春） 1969
- 『五号という名の女』（集英社、コンパクト・ブックス） 1969
- 『アダムとイブの判例集』（東京文芸社、Tokyo books） 1969
- 『殺人の報酬』（ノーベル書房） 1969
- 『真昼の醜聞』（新潮社） 1969
- 『小説 法律入門』（徳間書店） 1969
- 『六字の遺書』（講談社） 1969
- 『闇の図録』（新潮社） 1970
- 『夜の法律』（講談社） 1970
- 『女体の幻影』（東京文芸社、Tokyo books） 1970
- 『黒い昼夜 小説 人生相談』（東京文芸社、Tokyo books） 1970
- 『黒い頭脳集団』（学習研究社） 1970
- 『悪の捕物帖』（光文社、カッパ・ノベルス） 1970、のち文庫
- 『刺青源八捕物控』（サンケイ新聞社出版局） 1970
- 『華麗なる殺人 残酷犯罪調書』（文藝春秋、ポケット文春） 1970
- 『影絵のアルバム』（文藝春秋、ポケット文春） 1970
- 『佐賀潜捕物帖』第1 - 2巻（毎日新聞社） 1970
- 『幻の殺人者』（日本文華社、文華新書） 1970
- 『燃えた札束』（日本文華社、文華新書） 1971
- 『悲風川中島』(大陸文庫) 1988.3

### 短編集
- 『ある殺意』（光書房） 1959
- 『ある疑惑』（荒地出版社） 1960

### その他
- 『二本の指 - 明治掏摸物語』 1967
- 『清兵衛流極意 - 明治泥棒物語』 1967（『助け人走る』[10]の原案）

### 法律入門書
- 『民法入門 金と女で失敗しないために』（光文社、カッパ・ビジネス） 1967

名古屋テレビ放送制作のテレビアニメ『六法やぶれクン』の原作。
- 『商法入門 ペテン師・悪党に打ち勝つために』（光文社、カッパ・ビジネス） 1967
- 『刑法入門 臭い飯を食わないために』（光文社、カッパ・ビジネス） 1968
- 『労働法入門 がっぽり給料をもらうために』（光文社、カッパ・ビジネス） 1968
- 『道路交通法入門 お巡りさんにドヤされないために』（光文社、カッパ・ビジネス） 1968
- 『犯罪学入門』（浪速書房、ナニワ・ブックス） 1968
- 『税法入門 脱税者の汚名を受けないために』（光文社、カッパ・ビジネス） 1968
- 『不動産法入門 悪徳業者の口車にのらないために』（光文社、カッパビジネス） 1969
- 『罪と罰 佐賀潜のプレイボーイのための護身法』1 - 2（集英社、プレイボーイ・ブックス） 1969 - 1970
- 『裁判 おんなと男』（文藝春秋、ポケット文春） 1969
- 『婚姻法入門 一生の不作に泣かないために』 （光文社、カッパ・ビジネス） 1969
- 『憲法入門 二度と兵隊にとられないために』（光文社、カッパ・ビジネス） 1970

## 出演映画
- 黒幕（1966年、松竹。自身の小説の映画版） - 岩倉十吾
- 千夜一夜物語 - 元老院議員（声の出演）